# KPRI
KPRI (également connue comme 102.1 KPRI) est une station de radio américaine de format AAA (Adult album alternative). Basée à Encinitas (40 kilomètres au nord de San Diego, en Californie) elle peut être écoutée en modulation de fréquence dans toute l'agglomération de San Diego-Carlsbad-San Marcos et en streaming sur internet dans le reste du monde. Sa grille de programmes laisse une large place à la musique des années 1960 à nos jours, notamment au rock « soft », à la pop, au blues et au reggae. 
Propriété de Compass Radio Group, cette station voit le jour le 1er avril 1996 à l'initiative de deux partenaires, Robert « Bob » Hughes et Jonathan Schwartz. Au moment de sa création, la nouvelle station, baptisée KXST, obtient de la Federal Communications Commission une licence à San Marcos. Rebaptisée KPRI, elle obtient une licence à Encinitas, où sont basées ses principales installations. Son émetteur couvre la plus grande partie du comté de San Diego, même si le relief accidenté de la région cause des zones d'ombres dans certains secteurs. 
Depuis le 13 février 2008, l'émetteur de la station est situé sur le mont Soledad, ce qui lui permet de couvrir un plus grand secteur et donc, un plus grand nombre d'auditeurs. En dépit de son indicatif, KPRI n'a aucun lien avec le réseau de radiodiffusion public Public Radio International (PRI).

## Histoire
KPRI est l'héritière — indirecte — d'une première station fondée au cours des années 1950. Baptisée « KPRI - Capri-by-the Sea » cette dernière commence à émettre sur le 106.5 FM. Orientée vers le jazz qui connaît alors son heure de gloire, elle émet depuis ses studios situés sur la 5e avenue de San Diego. Au cours des années 1960, la station commence à diffuser du rock, genre qui devient sa marque de fabrique pendant plusieurs décennies. Elle est en compétition directe avec KGB FM pendant une partie des années 1970 et 80. Le 9 janvier 1984, KPRI change son indicatif et son format « rock » pour une programmation plus éclectique. Symboliquement, elle diffuse la chanson « The End » des Doors. La fréquence 106.5 changera de nombreuses fois d'identité, et est actuellement occupée par une station visant la communauté hispanique : KLNV.
KXST, quant à elle, est fondée le 1er avril 1996. Diffusant sur une fréquence différente, 102.1 (fréquence qui a vu se succéder de nombreuses stations, de KUDE FM en 1962 à KIOZ, passée sur le 105.3 en 1996), elle récupère l'indicatif KPRI en 2002.